# Hitri trajekt
Hitri trajekt (ang. fast ferry, high-speed craft - HSC) je vodno plovilo, ki je lažje in lahko pluje pri večjih hitrostih kot običajen trajekt. Večinoma se uporabljaja za prevoz potnikov, kdaj tudi za avtomobile in druga vozila. Večina hitrih trajektov je konfiguracije katamaran - dva enako velika paralelna trupa, ki imata sorazmerno majhen ugrez. Obstajajo pa tudi konvencionalni enotrupni hitri trajekti. Za zmanjšanje teže se veliko lažje materiale, kot npr. aluminij. Za pogon se po navadi uporablja srednje hitre dizelski motorji, ki poganjajo propelerje ali vodni reaktivni motor.

## Primeri hitrih trajektov
- HSC Benchijigua Express največji civilni trimaran na svetu
- Fincantieri MDV1200 Super SeaCat
- PacifiCat Series
- Auto Express 86
- Passenger-Only Fast Ferry Class ferry
- Meteor (hydrofoil)
- High-speed Sea Service, Finnyards HSS 1500 and Westamarin HSS 900 developed and operated by Stena Line
- Hawaii Superferry
- Lake Express (Lake Michigan)
- Leonora Christina
- HSC Silvia Ana L
- Tanger Jet II
- Tarifa Jet
- HSV-2 Swift
- HMAS Jervis Bay (AKR 45)
- SSTH Ocean Arrow
- Villum Clausen
- HSC Jonathan Swift